# Сідхом Бішай
Сідхом Бішай (копт. ⲥⲓⲇϩⲟⲙ ⲡⲓϣⲁⲓ; помер 25 березня 1844) — коптський православний мученик і святий.
Бішай був державним службовцем у місті Дум'ят, Єгипет, за часів Мухаммеда Алі.
Мусульмани звинуватили його в прокльоні ісламу. Тому Бішай був притягнутий до суду перед мусульманським релігійним суддею, який постановив, що Сідхом Бішай повинен прийняти іслам і зректися християнства, інакше буде страчений. Бішай відмовився прийняти іслам і наполягав на своїй невинуватості.
Його пошмагали і привели до губернатора Дум'яти, який підтвердив постанову релігійного суду. Сідхома Бішая знову відшмагали і посадили на буйвола обличчям до хвоста. У такому стані його проводили навколо Дум'яти і піддавали образам і приниженням. Згодом розплавлену смолу облили йому на голову, і він залишився біля дверей свого дому. Його сім'я намагалася вигодувати його, але він помер через п'ять днів 17 паремхата 1565 ранку (25 березня 1844). Протягом цих п'яти днів члени християнської громади Дум'ята зачинялися у своїх будинках, побоюючись нападів розлюченого натовпу.
Смерть Сідхома Бішая обурила християнську громаду Дамієтти, і християни всіх конфесій зібралися на його похорон. Коптські православні священики одягли свої ризи. На чолі зі співаючими дияконами з прапорами, увінчаними хрестом, і на чолі з ігуменом Юсефом Міхаелем, старшим священиком у Дум'ятті, вони просувалися вулицями міста, поки не дійшли до церкви, де відбувся похорон.
Після цього інциденту провідні християни в Дум'яті звернулися по допомогу до європейських консулів. Зрештою пан Михайло Сорур, офіційний представник семи європейських країн у Єгипті, погодився виступити посередником між єгипетським урядом і папою Петром VII Александрійським. Двом урядовцям було висунуто звинувачення у проведенні службового розслідування, і справу було офіційно відновлено. В результаті і суддя, і губернатор були звільнені. Як поступку християнам Дум'яти їм було надано право підносити Хрест на своїх похоронах і над своїми церквами. Цей привілей був остаточно поширений на весь Єгипет під час понтифікату папи Кирила IV Александрійського.
Згодом Сідхом Бішай був канонізований Коптською православною церквою. Його тіло сьогодні спочиває в храмі зі скляним фасадом у соборі Святої Марії в Дамієтті.